# Česká automobilová společnost
Česká automobilová společnost pro obchod a montáž motorových vozidel (ČAS) vznikla v roce 1920. Na pražské, XII. mezinárodní automobilové výstavě v srpnu 1920 bratři Ing. arch. Edvard (1856-1925) a Ing. Jiří Rechziegelové (1896-1966), majitelé pražské firmy, představili pokrokově řešený skútr s plochým dvouválcovým motorem Walter D 48/50 o výkonu lehce přes 1 k/0,74 kW, motocykl o výkonu 3 k a v roce 1921 nový čtyřkolový cyclecar s plochým dvouválcem Coventry Victor o zdvihovém objemu válců 689 cm³. Scooter ČAS byl poprvé představen veřejnosti na předváděčce v rámci doprovodného programu pražské automobilní výstavy 4. srpna 1920.

## Výrobní program

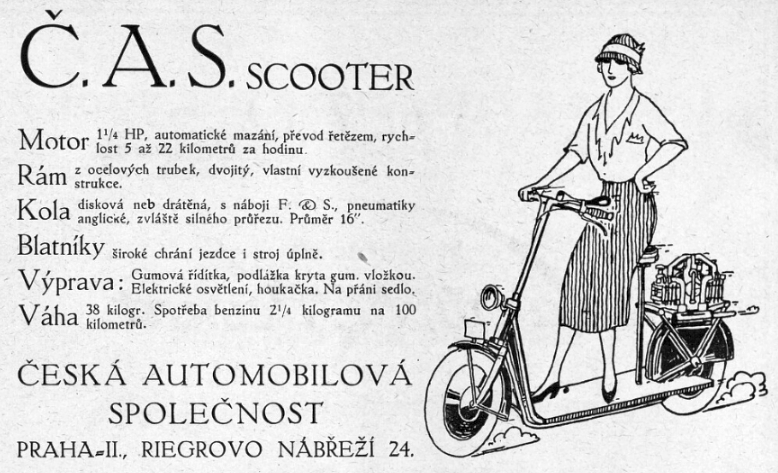
Scooter ČAS, inzerát (1920)

### Skútr ČAS
Tento stroj byl tehdy nazýván jako scooter, avšak podle dnešních hledisek se jednalo o motorizovanou koloběžku. Dvouválcový motor flat-twin s protiběžnými písty (boxer) byl zkonstruován ing. Josefem Plockem a původně byl vyráběn za války pro potřeby rakousko-uherského ministerstva vojenství (Kaiserliches und königliches Kriegsministerium). Tyto motory doplněné dynamem byly používány jako stabilní zdroje elektrického proudu (polní generátory, centrály) např. pro světlometné jednotky na osvětlování zákopů a také jako zdroje pro radiostanice. Po válce motor označovaný jako Walter D 48/50 firma ČAS využila pro tento skútr. Motor umístěný nad zadním kolem s řetězovým převodem (1920) anebo vpředu napříč rámu s kardanovým hřídelem (1921) se vyznačoval tichým chodem bez vibrací, ale výkon 1,25-1,5 k/0,9-1,1 kW proti jeho hmotnosti byl příliš malý.

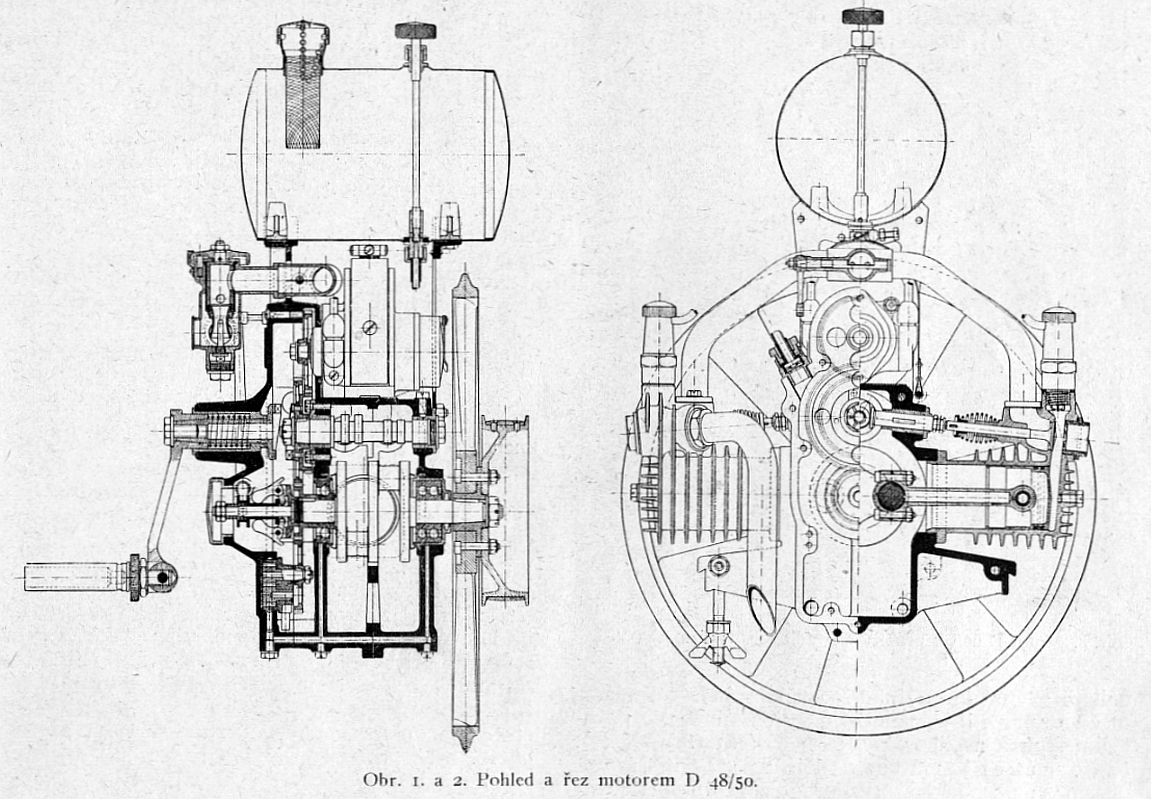
Původní motor D 48/50 (ing. Plocek)

Motor skútru byl dvouválcový o zdvihovém objemu 181 cm³ (vrtání ø 48 mm, zdvih 50 mm), vzduchem chlazený, s rozvodem SV, s ležatými válci uspořádanými proti sobě (boxer) a s automatickým mazáním. Válce motoru byly odlity ze šedé litiny. Zalomená hřídel a ojnice byly z výkovku, z chromniklové oceli. Původně byl motor uložen napříč nad poháněným zadním kolem. Převod síly zabezpečoval od roku 1921, po přemístění motoru dopředu, kardanový hřídel s kloubem, který byl připojen k setrvačníku pružnou spojkou. Přes redukční převod ozubeným konickým soukolím se výkon přenášel na zadní kolo, což bylo označováno za výhodu oproti dřívějšímu řetězovému převodu. Hmotnost stroje činila asi 38 kg, později po doplnění další výzbroje a přemístění motoru vpřed až 50 kg, ale i tak dosahoval rychlosti přes 40 km/h.
K pohodlné jízdě přispívala široká podlážka s odpruženým sedátkem a notně dimenzovanými pneumatikami. Proti blátu a nečistotám byla obě kola vybavena relativně širokými blatníky a ochrannými plechy. Kola byla uložena v nábojích Fichtel & Sachs. Ráfky kol byly vyrobeny z jednoho kusu, podobným způsobem jako jsou vyráběny bandáže železničních vozů. Pneumatiky o rozměru 16 palců umožňovaly klidnou jízdu i po dláždění pražských ulic a to i přesto, že kola nebyla odpružena. Široká podlážka na dvojitém rámu z ocelových trubek byla kryta gumovým pásem. Skútr měl i přední, elektrický reflektor a na přání i houkačku. Zapalování vysokonapěťovou magnetkou Bosch, která byla poháněna ozubenými koly s čelním ozubením od vačkového hřídele. Čistič paliva byl součástí jedno tryskového karburátoru. Spotřeba benzínu byla udávána 2,25 kg na 100 km. Motor o celkové hmotnosti 18,2 kg se startoval klikou.

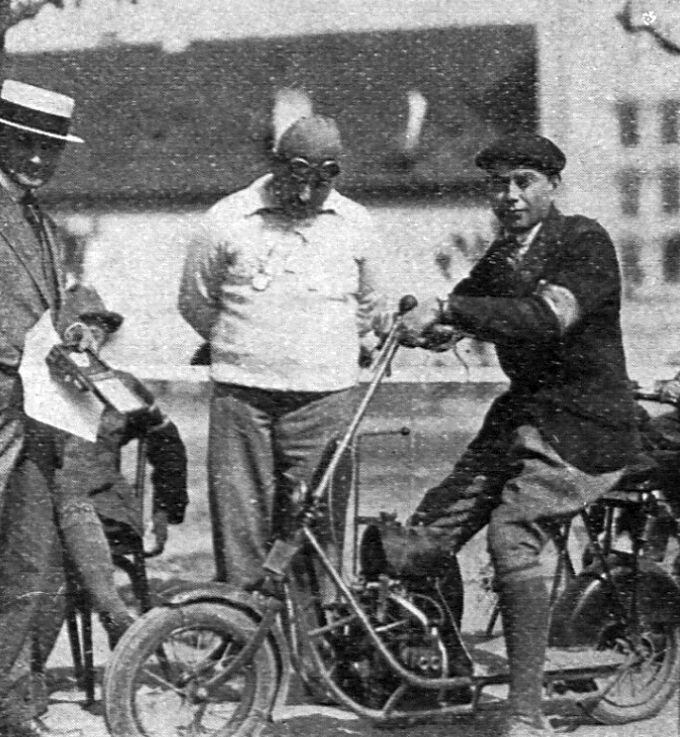
Alexander Kolowrat (uprostřed) prohlíží scooter ČAS, na kterém startoval Jaroslav Kalva (Zbraslav-Jíloviště 1921)

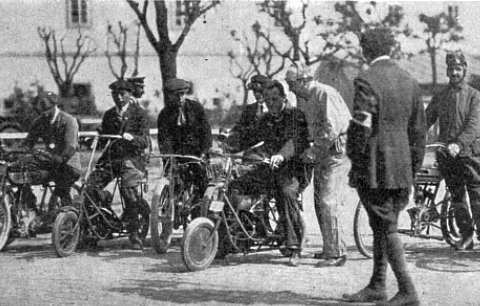
Kalva a Rechziegel na Scootrech ČAS připraveni ke startu závodu Zbraslav-Jíloviště 1921 (zleva)

Skútry ČAS se osvědčily na závodu do vrchu Zbraslav-Jíloviště v roce 1921, kdy pro ně byla vypsána samostatná třída. V. ročník mezinárodního závodu na trati Zbraslav-Jíloviště pro všechny druhy motorových vozidel se konal 22. května 1921. V kategorii A (Scootery) zvítězil Ing. Cand. Jiří Rechziegel z Prahy v čase 8:51,3. min před Jaroslavem Kalvou, sportovním redaktorem Národní politiky z Prahy, který dosáhl času 9:09,7 min. Jiří Rechziegel dosáhl průměrné rychlosti 38 km/h a obdržel dle propozic závodu za vítězství cenu Čs. klubu automobilistů. Zajímavosti tohoto závodu bylo, že první startující Jaroslav Kalva sotvaže dojel do cíle na Jílovišti, hned se ujal své oficiální funkce časoměřiče závodu. Díky spolehlivosti stroje ČAS tak nebyla jeho hlavní funkce v pořadatelském sboru ohrožena.
Ing.C Rechziegel zvítězil i v doprovodných soutěžích při pražské automobilové výstavě. Jednalo se o závod na 150 m s jízdou mezi lahvemi, přes kládu a pod lanem. Jiří Rechziegel na scooteru ČAS dosáhl času 34,4 vt. před Vincencem Desenským (pozdější úspěšný závodník na automobilech Walter WZ/WIZ/WIZI, 1923-4) na motocyklu ČAS, který zajel trať za  36,6 vt. Podle tisku velmi pěkně jezdila na scooteru ČAS i sl. E. Patočková. V celkovém pořadí motocyklů bez rozdílu objemu válců obsadil Rechziegel dělené 3. místo za ing. Františkem Maříkem na Indianu a Antonínem Knapem na Itaru.

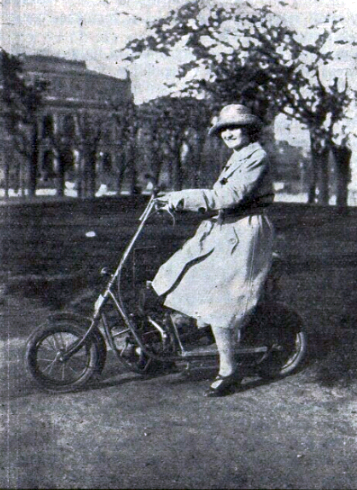
Scooter ČAS s motorem Walter D 48/50 (1922)

O rok později, na VI. ročníku závodu do vrchu Zbraslav-Jíloviště. Za přítomnosti 50 000 diváků 30. dubna 1922 v kategorii A (scootery) zvítězila M. Utěšilová v čase 10:40,95 min před E. Patočkovou, Edvardem Rechzieglem a Antonínem Kumperou. Slečny Utěšilová a Patočková získaly medaile pořádajícího Autoklubu RČs., Utěšilová pozlacenou a Patočková stříbrnou. Při XIV. mezinárodní výstavě v Praze byly konány - tak jako v minulých letech - na zkušení dráze za Průmyslovým palácem řada drobnějších soutěží. V soutěži v krasojízdě, která se uskutečnila 25. dubna, obsadil IngC. F. Utěšil na scooteru ČAS 3. místo se ziskem 7 bodů.

### Motocykl ČAS
Motocykl byl vybaven anglickým motorem Union o výkonu 2,75-4 k/2,0-2,9 kW. V tomto případě se jednalo o jednoválcový, dvoudobý spalovací motor bez ventilů o zdvihovém objemu 292 cm³ (vrtání ø 34,5 mm, zdvih 78 mm). Vzduchem chlazený motor dosahoval maximálního výkonu při 3000-3300 ot/min. Klikový hřídel byl z jednoho kusu s protizávažími a rotoval v ložiskách z fosforového bronzu. Dělená ojnice ve tvaru T byla vylehčena vyvrtáním. Pístní čep byl dvojího rozměru, aby byla usnadněna případná demontáž pístu. Dekompresor patentované konstrukce byl umístěn v hlavě válce a byl přímo spojen s výfukem. Mazání motoru bylo poloautomatické čerpadlem Best&Lloyd umístěným v olejové nádrži.
Karburátor Amac příp. B & B a magneto E.J.C. příp. CAV měly rovněž svůj původ v Anglii. Převodová skříň byla dvourychlostní s třídeskovou, čelisťovou spojkou s korkovými vložkami a nožním startérem Burman rovněž anglické provenience. Zuby ozubených kol byly trvale v záběru, změna rychlosti se prováděla prostřednictvím čelisťové spojky, která byla ovládána ruční pákou na řídítkách.

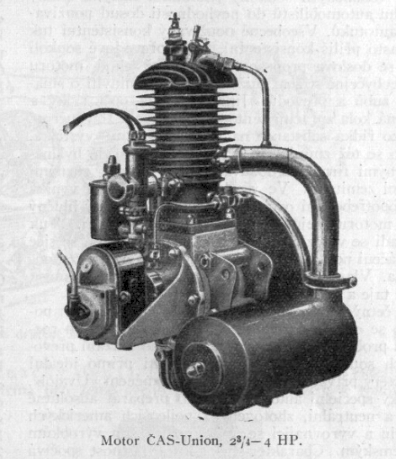
Motor motocyklu ČAS, původně anglický motor Union

Pérovaná přední vidlice a široké sedlo s pérovým závěsem zaručovaly spolu s hliníkovými stupačkami a širokými řídítky velmi pohodlnou jízdu. Kola průměru 26" byla osazena na nábojích F&S (Fichtel & Sachs) a dle přání byla dodávána buď drátěná nebo plná s disky tlačenými z ocelového plechu. Hmotnost stroje byla 68-72 kilogramů, max. rychlost 65-70 km v hodině. Převod byl "nasazen" dosti nízko, takže téměř veškerá stoupání byl stroj schopen zdolat "na přímou" rychlost. Nosič zavazadel byl tak dimenzován, že umožňoval po osazením sedátkem i přepravu spolujezdce. Pro tento účel bylo zadní kolo osazeno pneumatikou 2,5 palce. Pro využití jako jako jednomístného stroje se montovala pneumatika rozměru 26x2,25 palce. Použitý motor  byl takového výkonu, že firma připravovala využití i s postranním vozíkem (sajdkárou).
V roce 1922 se s tímto motocyklem Jiří Rechziegel zúčastnil závodu Zbraslav-Jíloviště v kategorii motocyklů o objemu válců do 350 cm³ a obsadil v čase 8:08,65 min 2. místo za prostějovským Krčmářem na stroji Douglas, který tak zopakoval své loňské vítězství v tomto závodu. V soutěži v krasojízdě, která se uskutečnila 25. dubna, obsadil IngC. Jiří Rechziegel na motorce ČAS 2. místo se ziskem 10 bodů, když nejlepší jízdu oceněnou 15 body předvedl ing. Vladimír Gut na Indianu, pozdější zástupce firmy Bugatti v Československu.

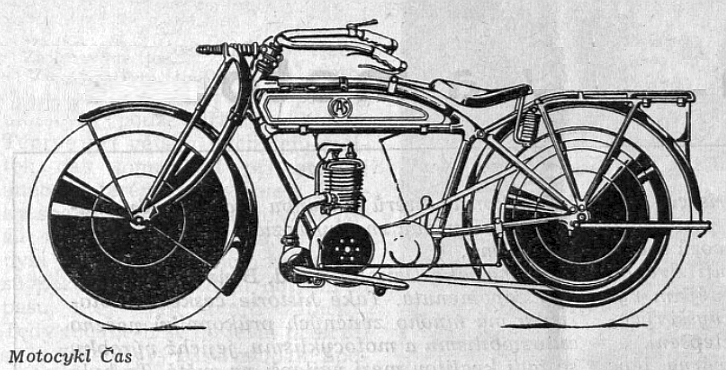
Motocykl ČAS

### Cyclecar ČAS
Motor cyclecaru byl poprvé vystaven již v roce 1920, ale do výroby se vlastní vozidlo mělo dostat až v roce 1922. Mimo anglického motoru Coventry Victor se vzduchovým chlazením měl tento cyclecar "britský" karburátor, automatické mazání a magnetové zapalování. Vrtání ø 75 mm a zdvih 78 mm dávalo dvouválcovému motoru s protiběžnými písty zdvihový objem 689 cm³ a výkon 5-7 k/3,7-5,1 kW. Na čtyřválcový motor flatt-twin uložený napříč navazovala třírychlostní převodovka Sturmey-Archer. Anglického původu byly i klínové řemeny John Bull, olejová pumpa Best&Lloyd atd.
Na nýtovaném rámu z ocelových plechů měl být motor umístěn tak, aby z úzké karoserie vyčnívající hlavy válců byly od blatníků dobře chlazeny proudícím vzduchem. Vpředu měla být jedna dlouhá příčná listová pružina a vzadu dvě čtvrt eliptické pružiny. Kardanové klouby byly nahrazeny pérujícími lamelami. Díky malé rozchodu kol byl "vynechán" diferenciál. Na kolech s drátěným výpletem měly být nasazeny pneumatikami o rozměru 28x3 palce. Podle dostupných zdrojů sériová výroba nebyla zahájena. Na automobilní výstavě v roce 1921 byl vystaven prototyp ještě s trubkovým rámem.

## Zánik společnosti
Je zřejmé, že po odeznění poválečné konjunktury, se společnost ČAS dostala do finančních potíží. Prodej skútrů i motocyklů byl velmi slabý. Například k 1. říjnu 1922 byly policejním ředitelstvím v Praze registrovány pouze 2 skútry ČAS. Stejný počet skútrů ČAS byl registrován i rok později, ale přibylo 5 motocyklů ČAS. Již v roce 1923 se firma nepřihlásila na pražskou mezinárodní výstavu automobilů a ani se nezúčastnila závodu do vrchu Zbraslav-Jíloviště. Společnost zanikla i proto, že skútry dvacátých let neobstály v konkurenci proti tehdejším motocyklům. Motocykl ČAS naopak "dojel" na svoji již překonanou konstrukci, zvláště z hlediska pohonu plochým řemenem. V přehledu podniků vyrábějících motocykly a automobily (Automobilismus v Československu) uveřejněném v prestižním měsíčníku Auto na jaře 1924 již Česká automobilová společnost (ČAS) není zmiňována.

## Galerie

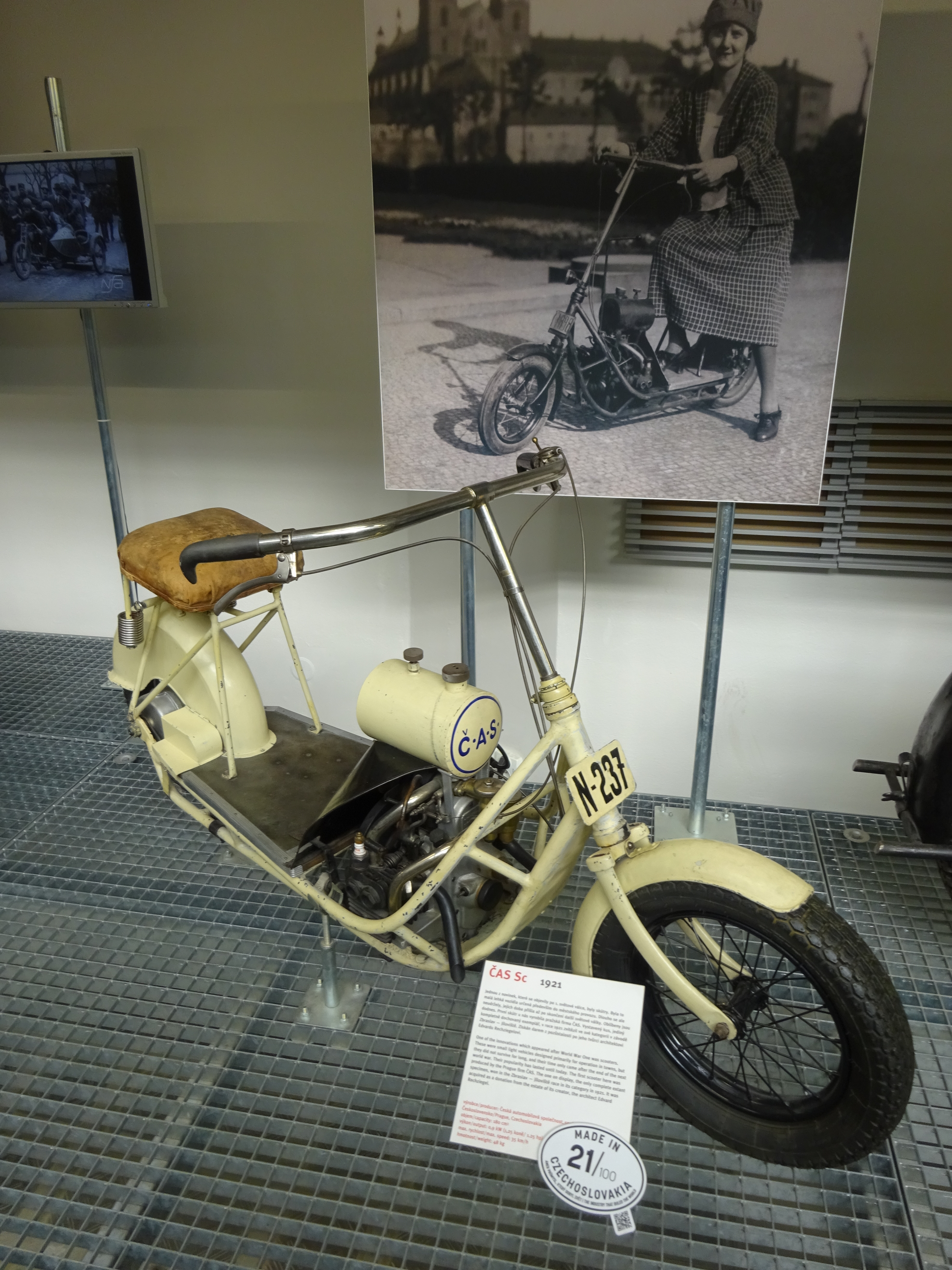
Scooter ČAS (NTM 2023)
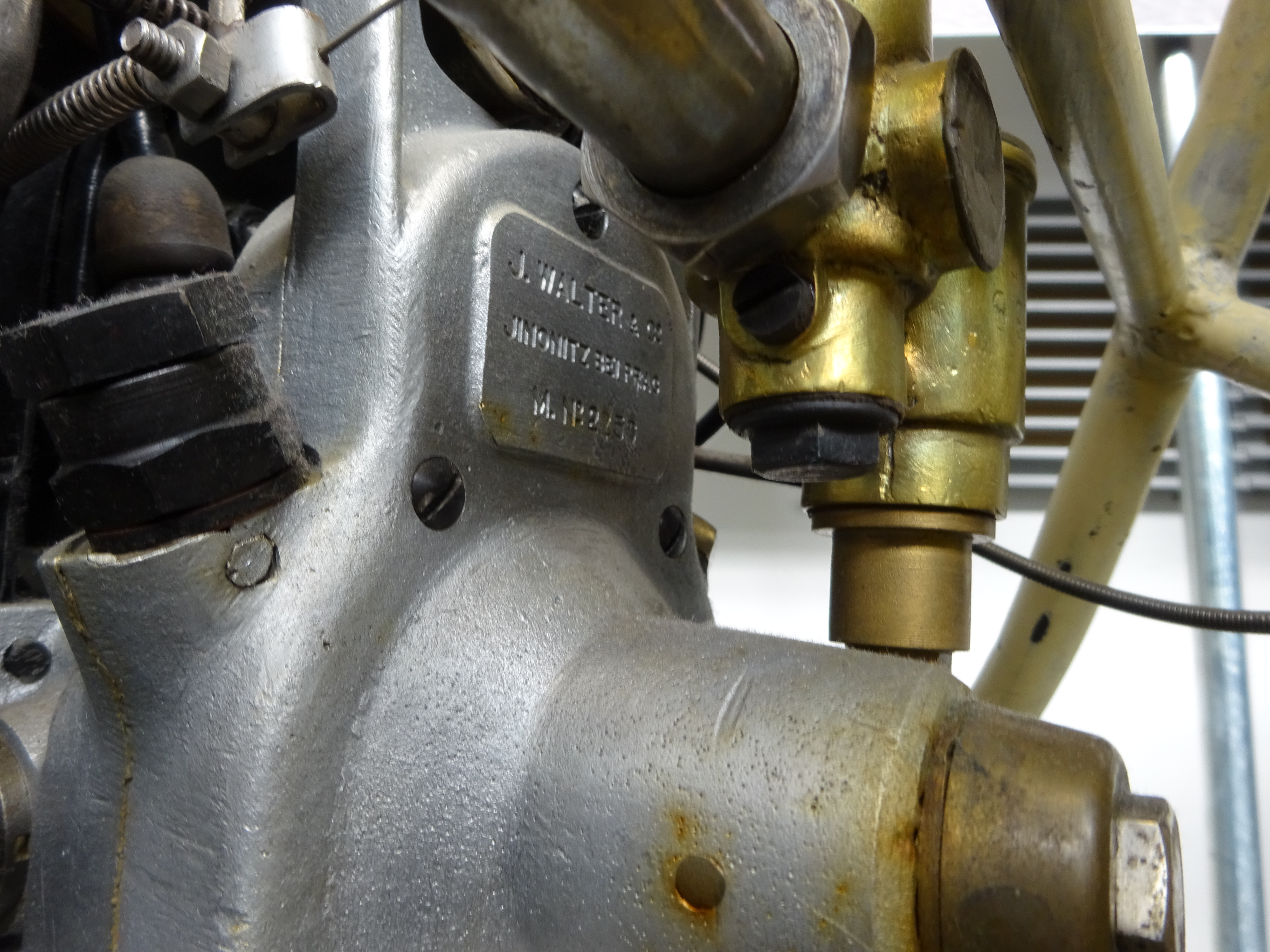
Scooter ČAS s motorem Walter D48/50 ing. Josefa Plocka (NTM 2023)